# Forschungen zur antiken Keramik
Die Forschungen zur antiken Keramik sind eine renommierte Fachbuchreihe auf dem Gebiet der Klassischen Archäologie.
Eine erste Reihe mit dem Titel „Bilder griechischer Vasen“ wurde von John D. Beazley und Paul Jacobsthal begründet und erschien im Berlin-Leipziger H.Keller-Verlag. Der erste Band wurde 1930 herausgegeben, bis 1939 folgten 12 weitere Bände. Zwischen 1974 und 1976 wurden acht dieser Werke erneut, als erste Reihe der „Forschungen zur antiken Keramik“, publiziert. 1975 wurde eine zweite Reihe mit dem Namen „Kerameus“ begründet, die von John Boardman, Herbert A. Cahn, Donna C. Kurtz und Erika Simon herausgegeben wird. Beide Unterreihen umfassen vor allem Ergebnisse der Grundlagenforschung zur griechischen Vasenmalerei und Keramik, die einzelnen Bände wurden im Allgemeinen zu Standardwerken. Die Bücher erscheinen im Verlag Philipp von Zabern; Publikationssprachen sind Deutsch oder Englisch. Einige der Arbeiten entstanden als Hochschulschriften.

## Reihe 1: Bilder griechischer Vasen
| Band | Titel                             | Autor              | Datum (Reprint) | Bemerkungen                                                                      | ISBN               |
| ---- | --------------------------------- | ------------------ | --------------- | -------------------------------------------------------------------------------- | ------------------ |
| 1    | Vasen um Meidias                  | Walter Hahland     | 1930 (1976)     |                                                                                  | ISBN 3-8053-0074-3 |
| 2    | The Berlin Painter                | John D. Beazley    | 1930 (1974)     | Originalausgabe als Der Berliner Maler in der Übersetzung von Paul Jacobsthal    | ISBN 3-8053-0070-0 |
| 3    | Kertscher Vasen                   | Karl Schefold      | 1930            | kein Reprint bei von Zabern                                                      |                    |
| 4    | The Pan Painter                   | John D. Beazley    | 1931 (1974)     | Originalausgabe als Der Pan-Maler                                                | ISBN 3-8053-0071-9 |
| 5    | Pontische Vasen                   | Pericle Ducati     | 1932            | kein Reprint bei von Zabern, aus dem italienischen von Paul Jacobsthal übersetzt |                    |
| 6    | The Kleophrades Painter           | John D. Beazley    | 1933 (1974)     |                                                                                  | ISBN 3-8053-0072-7 |
| 7    | Protokorinthische Vasenmalerei    | Humfry G. Payne    | 1933 (1974)     |                                                                                  |                    |
| 8    | Der Niobidenmaler                 | Thomas B. Webster  | 1935            | kein Reprint bei von Zabern                                                      |                    |
| 9    | Exekias                           | Werner Technau     | 1936            | kein Reprint bei von Zabern                                                      |                    |
| 10   | Der Penthesilea-Maler             | Hans Diepolder     | 1936 (1976)     |                                                                                  | ISBN 3-8053-0073-5 |
| 11   | Sakonides                         | Andreas Rumpf      | 1937 (1976)     |                                                                                  | ISBN 3-8053-0076-X |
| 12   | Early South Italian Vase-Painting | Arthur D. Trendall | 1938            | Originalausgabe als Frühitaliotische Vasen                                       | ISBN 3-8053-0078-6 |
| 13   | Der Lewismaler (Polygnotos II)    | Henry R. W. Smith  | 1939 (1974)     |                                                                                  | ISBN 3-8053-0077-8 |

## Reihe 2: Kerameus
| Band | Titel                  | Autor                 | Datum | Bemerkungen                   | ISBN               |
| ---- | ---------------------- | --------------------- | ----- | ----------------------------- | ------------------ |
| 1    | Der Affecter           | Heide Mommsen         | 1975  | 2 Bände (Text- und Tafelband) | ISBN 3-8053-0079-4 |
| 2    | Der Schuwalow-Maler    | Adrienne Lezzi-Hafter | 1976  | 2 Bände (Text- und Tafelband) | ISBN 3-8053-0080-8 |
| 3    | Clazomenian Sarcophagi | Robert Manuel Cook    | 1981  |                               | ISBN 3-8053-0388-2 |
| 4    | Der Schaukelmaler      | Elke Böhr             | 1982  |                               | ISBN 3-8053-0413-7 |
| 5    | Caeretan Hydriai       | Jaap M. Hemelrijk     | 1984  | 2 Bände (Text- und Tafelband) | ISBN 3-8053-0740-3 |
| 6    | Der Eretria-Maler      | Adrienne Lezzi-Hafter | 1988  | 2 Bände (Text- und Tafelband) | ISBN 3-8053-0963-5 |
| 7    | Der Antimenesmaler     | Johannes Burow        | 1989  |                               | ISBN 3-8053-1029-3 |
| 8    | The Phiale Painter     | John H. Oakley        | 1990  |                               | ISBN 3-8053-1088-9 |
| 9    | Douris                 | Diana Buitron-Oliver  | 1995  |                               | ISBN 3-8053-1357-8 |
| 10   | Makron                 | Norbert Kunisch       | 1997  | 2 Bände (Text- und Tafelband) | ISBN 3-8053-1890-1 |
| 11   | Exekias I              | Heide Mommsen         | 1998  |                               | ISBN 3-8053-2033-7 |